# Casa de Arnaldo Florence

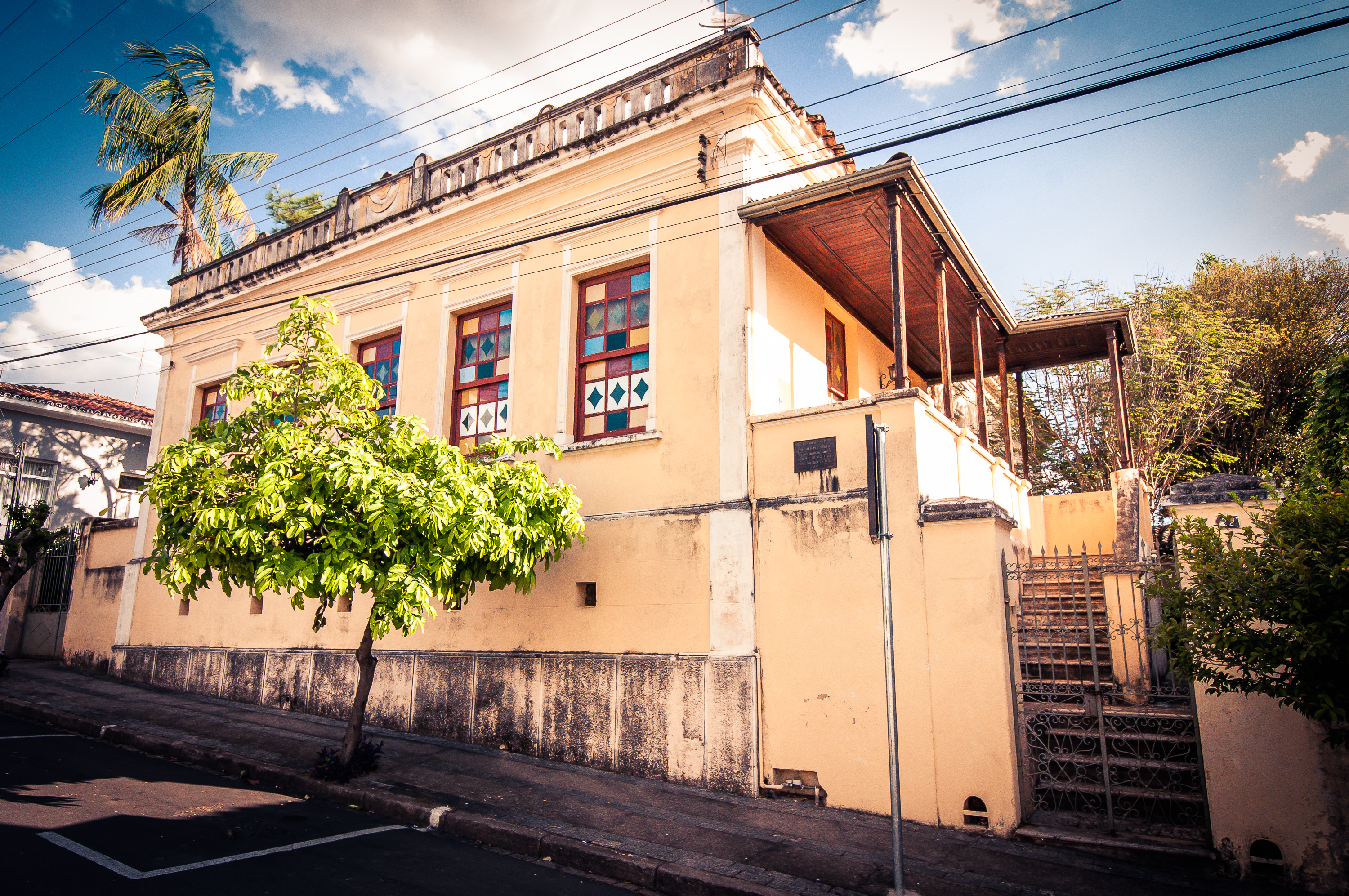
Casa onde residiu Arnaldo Florence, Espírito Santo do Pinhal, São Paulo, BRA

A Casa de Arnaldo Florence localizada na Rua Arnaldo Florence em Espírito Santo do Pinhal, SP, integra o Conjunto Urbano de Espírito Santo do Pinhal – Residência Arnaldo Florence tombado pelo Conselho de Defesa do Patrimônio Histórico, Arqueológico, Artístico e Turístico (CONDEPHAAT) em 16 de novembro de 1992.

## História
Fundada na segunda metade do século XIX, a Casa de Arnaldo Florence originou-se da Fazenda Pinhal, de propriedade de Romoaldo de Souza Brito. Seu núcleo primitivo localizava-se onde atualmente se situa a Praça da Independência. 
Com a introdução da economia cafeeira na região, a cidade de Espírito Santo do Pinhal beneficiou-se com a implantação do ramal da Mogiana em 1889. As casas tombadas representam o período entre 1880 e 1920.

## Descrição
Os imóveis que compõem o conjunto, caracterizam-se pela implantação no alinhamento frontal do lote, possuem estilo eclético de influência neoclássica e técnica construtiva em alvenaria de tijolos. São eles:
- Espírito Santo do Pinhal – Antigo Fórum
- Espírito Santo do Pinhal – Casa Irmãos Sagiorato Ltda
- Espírito Santo do Pinhal – Cine Teatro Avenida
- Espírito Santo do Pinhal – E.E.P.G. Dr. Arnaldo Vergueiro
- Espírito Santo do Pinhal – Edifício Biblioteca e Museu
- Espírito Santo do Pinhal – Edifício Departamento Esporte e Cultura
- Espírito Santo do Pinhal – Estação Ferroviária
- Espírito Santo do Pinhal – Imóvel Residencial
- Espírito Santo do Pinhal – Prefeitura Municipal
- Espírito Santo do Pinhal – Residência Arnaldo Florence